# Nederlanders in Chili

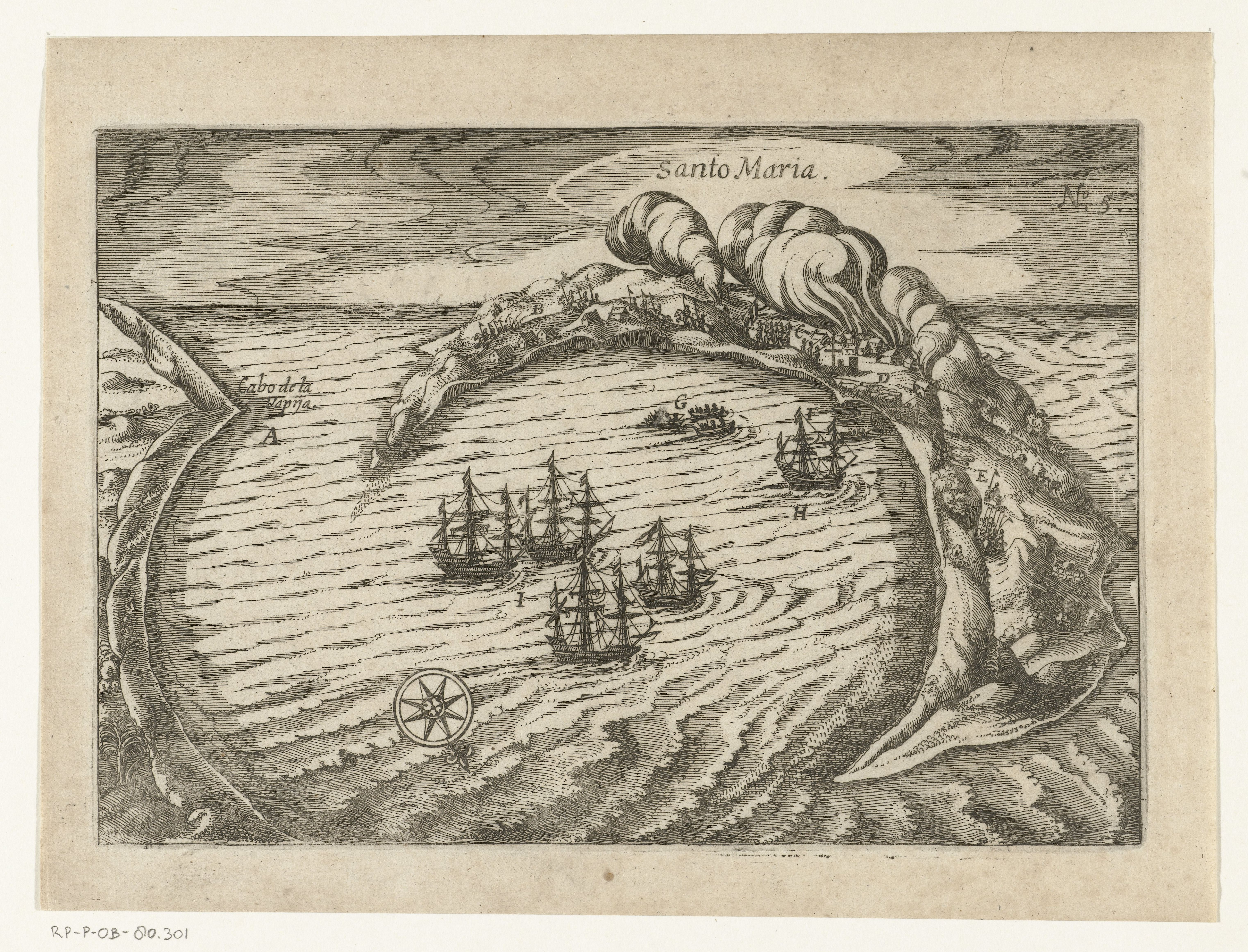
De vloot van Van Spilbergen bij Santa Maria.

De geschiedenis van de Nederlanders in Chili gaat terug tot het jaar 1600, in de Tachtigjarige Oorlog. In dat jaar veroverde Balthasar de Cordes samen met Mapuche indianen korte tijd het Spaanse stadje Castro op het eiland Chiloé. Het stadje werd daarna geplunderd. De Cordes maakte met zijn schip de Trouw deel uit van de vloot van Jacob Mahu en Simon de Cordes die bij het passeren van de Straat Magellaan uit elkaar was geraakt. De Trouw kwam op Chiloé terecht. Kort daarna werden de Nederlanders weer verjaagd door een Spaans leger van het vasteland.

## Olivier van Noort

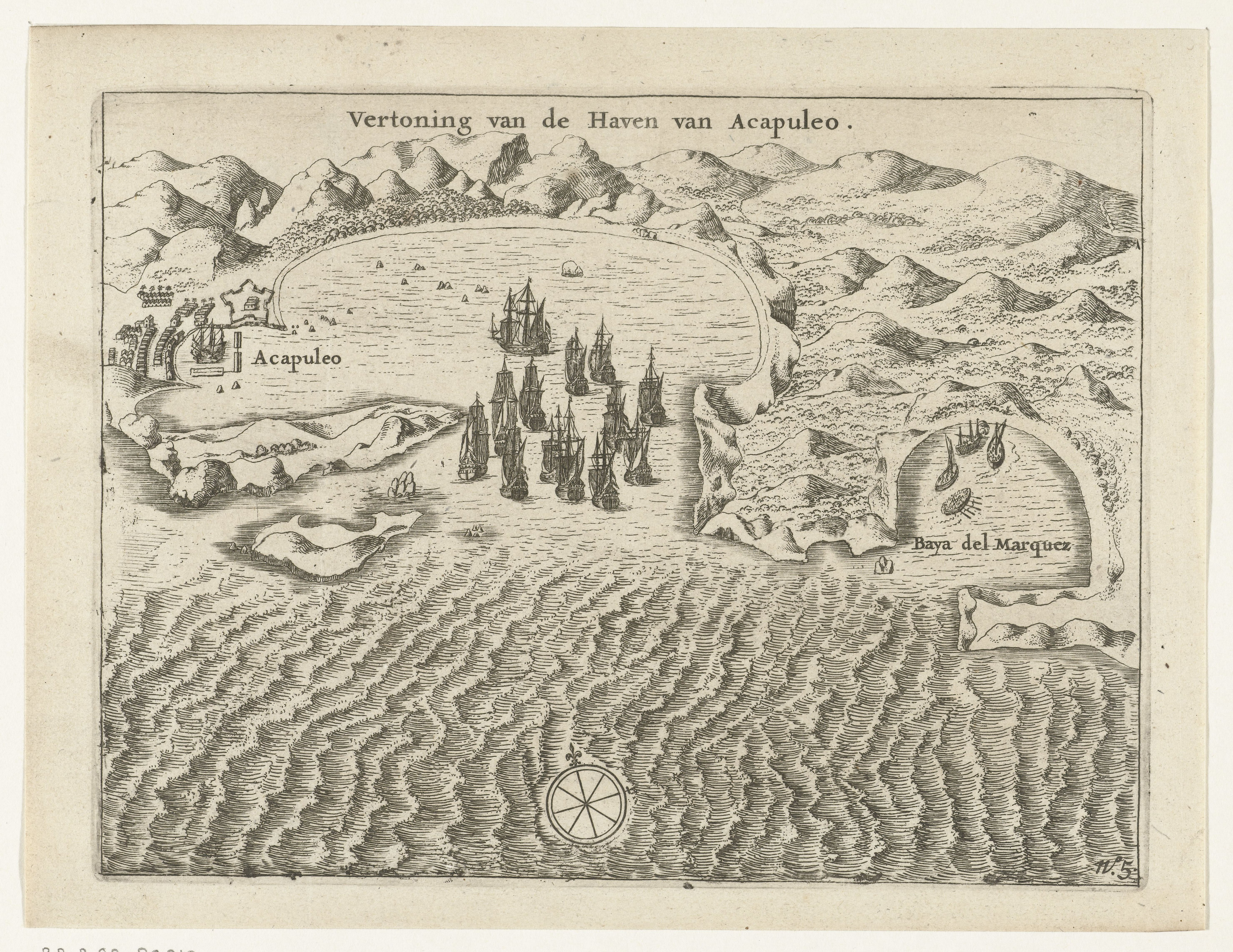
De Nassause vloot bij Acapulco.

Korte tijd later voer de vloot van Olivier van Noort langs de westkust van Zuid-Amerika, maar Van Noort voelde zich niet sterk genoeg om iets tegen de Spanjaarden te ondernemen. Wel noteerde hij in zijn in 1602 gepubliceerde journaal dat in 1599 de Mapuche (destijds Araukaniërs genoemd) in een grote opstand de Spanjaarden onder andere uit Valdivia hadden verjaagd en de stad hadden verwoest. De opstand werd door de Spanjaarden wel vergeleken met de opstand in de Nederlanden, en noemden Chili een tweede Vlaanderen. De Nederlanders zagen de Mapuche als potentiële bondgenoten.

## Joris van Spilbergen
In 1614 reedde de inmiddels opgerichte VOC een vloot van zes schepen uit onder Joris van Spilbergen, die langs de hele westkust van Zuid-Amerika tot aan Acapulco in Mexico Spaanse schepen kaapte en havens plunderde, waaronder het eiland Santa Maria voor de kust van Chili en Concepción op het vasteland, alsmede 'Valperiste, doende soo veel afbreuck aen Lant ende anders naer gheleghenhett, als wy conden'.

## De Nassause vloot
In 1624 volgde nog de zogeheten Nassause vloot onder Jacques l'Hermite, uitgezonden door stadhouder Maurits, om Spaanse zilverschepen naar Manilla te kapen en namens de Staten-Generaal een bondgenootschap met de Mapuche te sluiten. Als het zou kunnen moest de zilvermijn in Potosí in de bergen veroverd worden. De troepenmacht bleek daar echter te klein voor te zijn, en toen de vloot bij Arica in Noord-Chili arriveerde was de zilvervloot al vertrokken. Ook noordelijker lukte het niet die vloot te achterhalen. Men moest uiteindelijk zonder veel resultaat terugkeren.

## Hendrik Brouwer en Elias Herckmans

### Het plan

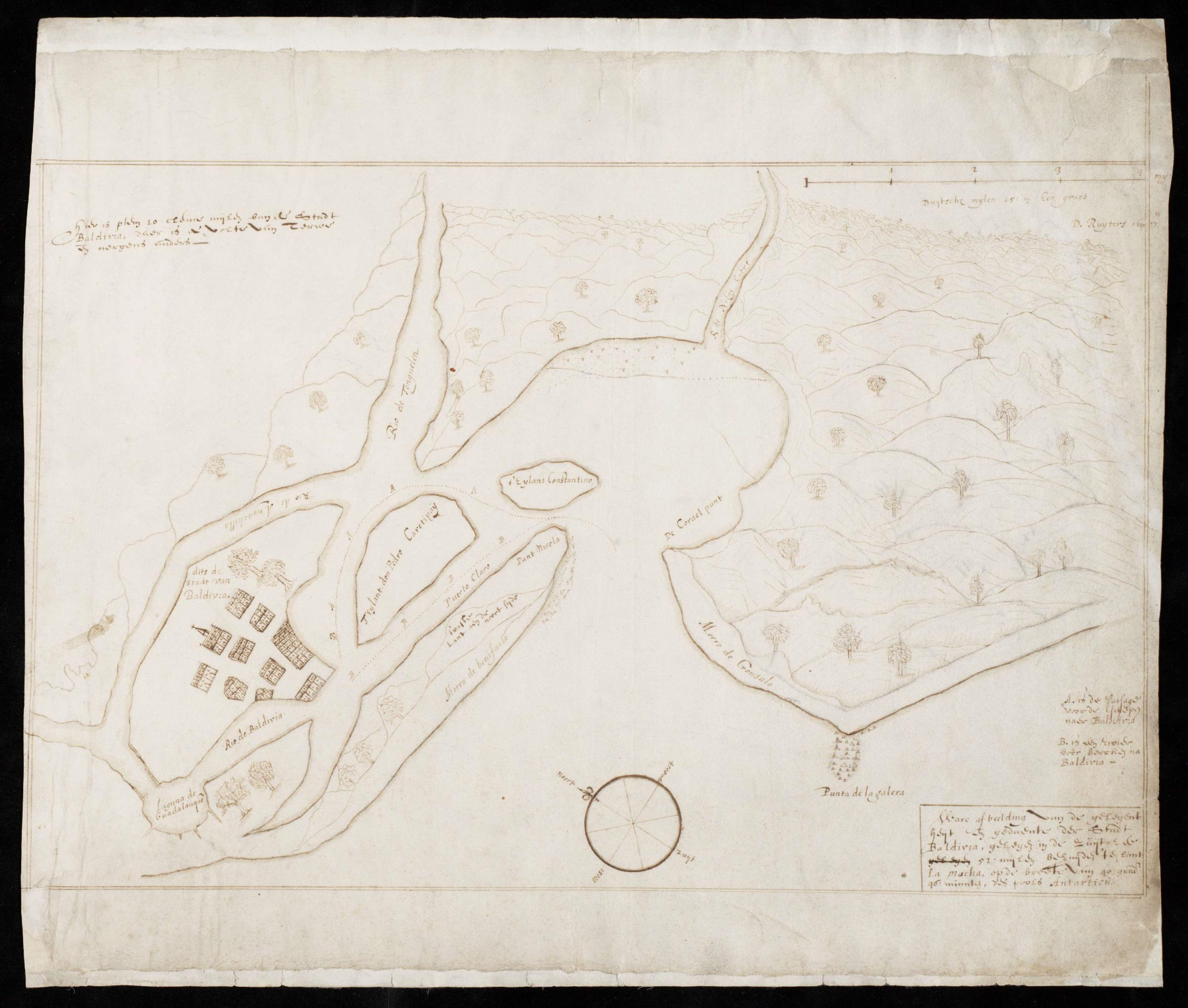
Kaart van Valdivia uit 1627.

De in 1621 opgerichte WIC had vanaf 1630 gebieden rond Recife in Brazilië veroverd op de Portugezen. De daar in 1637 aangetreden gouverneur Johan Maurits van Nassau stelde de Heren XIX van de WIC voor om ook een basis aan de westkust te veroveren, van waaruit de Spanjaarden bestreden konden worden. Hij had hiervoor Valdivia op het oog. De WIC rustte een expeditie uit onder Hendrik Brouwer, voorheen gouverneur-generaal van de VOC in Azië. Aangekomen in Recife vertrok Brouwer in januari 1643 met vijf schepen naar het zuiden. Aan boord waren 232 zee- en ambachtslieden en 333 militairen, onder de kapiteins Blauwbeeck, Vorsterman en Fleurij. Viceadmiraal was Elias Herckmans, de gouverneur van Paraíba.

### De uitvoering
De vloot ging om Kaap Hoorn heen via Straat Le Maire. Brouwer ontdekte hier dat Statenland een eiland was en niet vastzat aan het onbekende Zuidland. Aangekomen bij Chiloé (één schip was inmiddels door stormschade afgehaakt) werd op 19 mei eerst het stadje Carelmapu op het vasteland veroverd en daarna Castro op Chiloé, dat door de Spanjaarden was verlaten en in brand gestoken toen de schepen van Brouwer naderden. Er volgden onderhandelingen met de Mapuche van Chiloé over samenwerking. Brouwer werd echter ziek en stierf in augustus. Herckmans nam toen het commando over. Versterkt met honderden Mapuche bereikten de schepen eind augustus Valdivia, landinwaarts gelegen aan een meanderende rivier. Er hoefde echter geen strijd te worden geleverd want Valdivia bleek nog steeds verlaten te zijn. Het gebalsemde lijk van Brouwer werd hier op zijn verzoek begraven. Herckmans begon met de bouw van een fort en stuurde de schipper Elbert Chrispijnsen met een van de schepen terug naar Recife om versterking en proviand te halen. Ondanks dit optimisme besloot Herckmans 3 weken later toch terug te keren naar Recife. De plaatselijke bevolking was gestopt met bevoorrading van de troepen omdat de zaaitijd aanbrak. Bovendien was Herckmans zo onverstandig geweest te laten merken dat hij geïnteresseerd was in goud, wat precies de reden was voor hun onderdrukking door de Spanjaarden. Het dreigende voedselgebrek in combinatie met de te verwachten belegering van het fort door een Spaanse strijdmacht uit Peru deed de stemming onder de troepen omslaan. Op 28 december was Herckmans weer terug in Recife, tot teleurstelling van Johan Maurits: 'comt den 28sten december de heer Herckmans hier onvermoedelijk ten ancker ende doet de hoope van het groote werck, dat wij soo uijt sijn brieven als het rapport van den heer Chrispijnsen hebben geconcipieert, voor ditmael gelijck een roock verdwijnen'. Het zou voor de Nederlanders de laatste poging zijn om Chili te veroveren.